# Супіре (мова)
Супіре — мова, що належить до нігеро-конголезької макросімʼї, сімʼї сенуфо. Поширена в Малі (область Сікасо). Виходять радіопередачі і фільми.

## Писемність
Мова супіре користується латиницею.
| A a | B b | C c  | D d | E e | Ɛ ɛ | F f | G g | H h | I i | J j  |
| --- | --- | ---- | --- | --- | --- | --- | --- | --- | --- | ---- |
| /a/ | /b/ | /t͡ʃ/ | /d/ | /e/ | /ɛ/ | /f/ | /g/ | /h/ | /i/ | /d͡ʒ/ |

| K k | L l | M m | N n | Ɲ ɲ | Ŋ ŋ | O o | Ɔ ɔ | P p | R r |
| --- | --- | --- | --- | --- | --- | --- | --- | --- | --- |
| /k/ | /l/ | /m/ | /n/ | /ɲ/ | /ŋ/ | /o/ | /ɔ/ | /p/ | /r/ |

| S s | Sh sh | T t | U u | V v | W w | Y y | Z z | Zh zh |
| --- | ----- | --- | --- | --- | --- | --- | --- | ----- |
| /s/ | /ʃ/   | /t/ | /u/ | /v/ | /w/ | /j/ | /z/ | /ʒ/   |

- Довгі голосні передаються на письмі подвоєнням букв для голосних: aa [aː], ee [eː], ɛɛ [ɛː], ii [iː], oo [oː], ɔɔ [ɔː], uu [uː].
- Носові голосні передаються написанням букви n після букви для голосного: an [ã], ɛn [ɛ̃], in [ĩ], ɔn [ɔ̃], un [ũ]. Звуки [e] і [o] носовими бути не можуть.
- Назалізація довгого голосного також позначається написанням букви n після букв, передаючих довгий голосний: aan [ãː], iin [ĩː], uun [ũː], ɛɛn [ɛ̃ː], ɔɔn [ɔ̃ː]. Звуки [eː] і [oː] носовими бути не можуть.
- Тони передаються шляхом простановки над буквами для голосних діакритичних знаків: акут (´) — високий тон; гравіс (`) — низький; циркумфлекс (ˆ) — високий-низький. Середній тон позначається написанням букв для голосних без перерахованих діакритичних знаків.